# 卡米拉·汤姆森
卡米拉·汤姆森（丹麥語：Camilla Thomsen，1974年11月1日—），丹麦女子手球运动员。她曾代表丹麦国家队参加2004年夏季奥林匹克运动会手球比赛，结果队伍获得一枚金牌。